# Franz Wilhelm Junghuhn

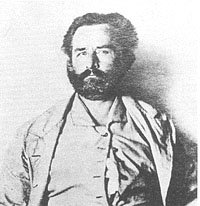
Franz Wilhelm Junghuhn

Friedrich Franz Wilhelm Junghuhn  (Mansfeld, Alemanha, 26 de outubro de 1809 -  Lembang, 24 de abril de 1864 ) foi um médico e  botânico alemão.

## Biografia
Estudou em  Halle an der Saale e em Berlim.  Exerceu a função de oficial  cirurgião  no exército prussiano e, posteriormente, como médico do exercito francês, na Argélia. 
Passou a morar na ilha de Java pelo resto da sua vida com exceção de uma passagem pela Holanda, entre  1849 e  1855. Em Java estudou a geologia, a geografia e a botânica local. 
As plantas Cyathea junghuhniana e Nepenthes junghuhnii foram nomeadas em sua homenagem.

## Obras
- Java, seine Gestalt, Pflanzendecke, und sein innerer Bau (quatro volumes, 1850-1854)
- Die Bättalander auf Sumatra (1847).